# Rhynchopyga metaphaea
Rhynchopyga metaphaea är en fjärilsart som beskrevs av George Francis Hampson 1898. Rhynchopyga metaphaea ingår i släktet Rhynchopyga och familjen björnspinnare. Inga underarter finns listade.